# Comuna de Sułoszowa
Sułoszowa (polaco: Gmina Sułoszowa) é uma gminy (comuna) na Polónia, na voivodia de Pequena Polónia e no condado de Krakowski. A sede do condado é a cidade de Pieskowa Skała.
De acordo com os censos de 2004, a comuna tem 5904 habitantes, com uma densidade 110,6 hab/km².

## Área
Estende-se por uma área de 53,38 km², incluindo:
- área agrícola: 89%
- área florestal: 7%

## Demografia
Dados de 30 de Junho 2004:
|                      | Total   | Total | Mulheres | Mulheres | Homens  | Homens |
| -------------------- | ------- | ----- | -------- | -------- | ------- | ------ |
|                      | pessoas | %     | pessoas  | %        | pessoas | %      |
| População            | 5904    | 100   | 2954     | 50       | 2950    | 50     |
| Densidade (pop./km²) | 110,6   | 100   | 55,3     | 55,3     | 55,3    | 55,3   |

De acordo com dados de 2002, o rendimento médio per capita ascendia a 1287,04 zł.

## Comunas vizinhas
- Jerzmanowice-Przeginia, Olkusz, Skała, Trzyciąż

## Curiosidade
A aldeia está agrupada em torno de uma única rua, aliás, uma das mais longas da Polónia, com cerca de 9 quilómetros. Em 2013 a população era de 5.800 